# Хюндай Санта Фе
Hyundai Santa Fe е средно голям кросоувър всъдеход на базата на платформата на Hyundai Sonata.
Носи името на град Санта Фе, щата Ню Мексико, САЩ.
Въведен за модел 2001 година, като първият SUV Hyundai, издаден в същото време като Ford Escape / Mazda Tribute и Pontiac Aztek. Santa Fe е крайъгълен камък в програмата за преструктуриране на компанията от края на 1990-те години, защото, независимо от получаването на критики от страна на журналисти за своите неясни вид, [изясняване необходими] SUV е хит сред американските купувачи. SUV е толкова популярен, че от време на време, Hyundai има проблеми с предоставяне на търсенето. Santa Fe бързо се превръща в бестселър в Hyundai и допринесоха за успеха на Hyundai в САЩ. Към края на 2007 г., среден кросоувър SUV Santa Fe попада между компактен SUV Tucson и свързаните с луксозен кросоувър SUV Veracruz (което беше предшествано от Terracan).
Моделът Hyundai Santa Fe попадна в топ 10 превозни средства за 2008 година, според класацията на списанието Consumer Reports. Бяха извършени пътни изпитвания. Силно влияние върху потребителите оказват безопасността и надеждността.
През 2012 година третото поколение Santa Fe се предлага в две версии (редовни и разширени версии. като се започне с модел 2013 година, с дълга колесна база, подмяна на Veracruz.
Съдържание
1 Първо поколение (2001 – 2006 г.)
1,1 2001
1.2 2,002
1.3 2,003
1,4 2004
1,5 2005
1.6 2006
1.7 Hawtai
2 от второ поколение (2007 – 2012 г.)
2,1 2,007
2.2 2008
2.3 2009
2,4 две хиляди и десет
2,5 две хиляди и единайсет
2.6 две хиляди и дванайсет
2.7 Recall
3 Трето поколение (2013 -)
4 Безопасност награда
5 Електрически версии
6 Медийно отразяване
7 Референции
8 Външни препратки

## История
В първата си година в производството, Santa Fe се предлага с един от два двигателя и комбинации за предаване. В Северна Америка, гориво-ефективни 2,4 L четири-цилиндров двигател стандартно оборудване и може да бъде куплиран или с 5-степенна механична или 4-степенна автоматична. 2656 куб.см. (2.656 L; 162.1 Cu в) Delta V6 предлагат по-голяма мощност от четири-цилиндров, но е бил достъпен само с автоматична. Предни задвижващи колела е стандартна (с опция за контрол на сцеплението с V6) и 4WD е опция. A 2.0 L Common Rail Turbo Diesel (CRTD) се предлагат извън Съединените щати. Австралийски Санта Фес влезе в продажба през ноември 2000 г. само с един двигател / предаване избор – 2.7L V6, комбиниран с четири-степенна полуавтоматична трансмисия. 4WD е стандартна. По-евтина 2.4L четири-цилиндров присъедини диапазона няколко месеца по-късно през 2001 г., но е бил достъпен само с ръчна трансмисия.

## Hyundai Santa Fe през 2002 година
В средата на 2002 годината модела, Hyundai Santa Fe. Бяха увеличени размера на резервоара 17 – 19 американски галони (64 – 71 литра) и реорганизирана местоположението на значките на задния капак. Вътрешното оформление на конзолата и позицията на часовника също бяха променени.

## Hyundai Santa Fe през 2003 година
През 2003 година, Hyundai отговори на някои от клиентски оплаквания и предложения, като например факта, че предния капак е използвала подпора, а не газови подпори, няма светлина в жабката, и самия автомобил не е имал достатъчно мощност. През 2003 г. Hyundai представи 3,5-литров V6 двигател, в допълнение към други две газови двигатели в Северна Америка. Колкото по-голям двигател с компютърно контролирана система за задвижване на четирите колела. Моделите с автоматична трансмисия за предаване бяха дадени промяна хром порта съраунд за разлика от стила сребро матирана пластмаса, използвана в моделите 2001 и 2002. Monsoon система за висококачествен звук дойде стандарт на средно ниво GLS модел и идва с 6-дисков CD чейнджър на най-високо ниво LX. Усъвършенстването промени в модела 2003 е прекратяване на силно непопулярни Pine Green, която в някои собственици кръгове е спечелила прозвището „гадни зелено“. В Австралия, четири-цилиндров Santa Fe е намалял през 2003 г., поради слабите продажби, оставяйки 2.7L V6 автоматично като единствен модел.

## Hyundai Santa Fe през 2004 година
Бяха извършени малки промени в модела.
През Средата на годината антена за радиото е преместен върху стъклото в задната част в центъра на покрива, точно над вратата на багажника.

## Hyundai Santa Fe през 2005 и 2006 година
В периода 2005 – 2006 година Hyundai Santa Fe (САЩ) Santa Fe получи промяна на външния си облик през 2005 година. Направени бяха промени в предната решетка, стоповете, задната броня и арматурното табло. Арматурното табло е с нов дизайн на скоростомера, който отчита до 140 mph (по-ранните модели той показваше само 130 mph) и по-добре слот за такса за изминат участък билет в сенника на водача. Двете сенниците също получи разширения, така че слънцето може да бъде блокиран по-добре, когато идва от страна. База Santa Fe е преустановено това време, за Tucson.

## Hyundai Santa Fe в Австралия
В Австралия, всички модели са получили в цвета на купето (боядисани) брони от 2005 година насам. Цветът „Пясъчник“ е преустановено в полза на малко по-различен цвят на име „Мока Фрост“. GL тапицерия отпадна като е четири-цилиндров двигател и съответните 5-степенна ръчна трансмисия. 2.7 L V6 пое задълженията си като на базата на двигателя. Въздушна възглавница за пътника изключване, която пречи на въздушна възглавница от разполагането ако седалката не е заета (или заети от малък човек) също бе добавен. 3-точков колан е добавен в централна позиция на задните седалки, както добре. Функция календар, който се помещава в горния конзола е отстранен и компас зае своето място.

## Hyundai Santa Fe в Европа
В Европа, новият Santa Fe модел стартира през април, като модел 2006, като предлага нов 2.2-литров дизелов двигател и актуализиран 2.7-литров бензинов V6.
```
HawtaiPart на съвместно предприятие с Hyundai Motors, която започна през 2002 г., една китайска компания, Hawtai Motor, произведени от първо поколение Santa Fe. Въпреки че направи Hyundai маркови модели за продажба на китайския пазар, [ 3] една от версиите Той дебютира под собствената си марка през 2009 г. беше Santa Fe C9. Използвайки Rover придобита двигател, може да са били на цена със значителен отбив от носещите името Hyundai.
```

Hyundai приключи партньорството си с Hawtai през 2010 година.
```
Второ поколение (2007 – 2012) от второ поколение (CM)
```

Също така се нарича Inokom Santa Fe (Малайзия)
Производство април 2006 – 2012
Модел година 2007 – 2012
Събрание Asan, Корея
Монтгомъри, Алабама, САЩ
Уест Пойнт, Джорджия, САЩ
Kulim, Малайзия
Измит, Турция (Hyundai Асан)
Двигател 2.4L Theta II 174 к.с. (130 кВт) I4 бензинов
2.7L Mu V6 185 к.с. (138 кВт) бензин
3.3L Lambda V6 242 к.с. (180 кВт), бензин
3.5-литров Lambda II V6 276 к.с. (206 кВт) бензин
2.2L CRDI VGT, 150 к.с. (110 кВт) I4 дизел
2.2L CRDI VGT, 155 к.с. (116 кВт) I4 дизел
2.2L CRDI VGT R-Line 200 к.с. (150 кВт) I4 дизел
Предаване 4-степенна автоматична
5-степенна механична
5-степенна автоматична
6-степенна автоматична (2010 модел)
Междуосие 106,3 (2.7 хиляди мм)
Дължина 184,1 (4,676 мм)
Ширина 74,4 (1.89 хиляда мм)
Височина 67,9 (1 725 мм)
Свързани Hyundai Sonata
Hyundai Veracruz/ix55
Hyundai Grandeur / Azera
Kia Optima / Magentis / Lotze
Kia Carens / Rondo
Kia Sorento
```
2007The следващото поколение 2007 Санта Фе дебютира в Северен 2006 американски международно автомобилно изложение в Детройт. Първата продукция Santa Fe се изтърколи Hyundai Монтгомъри, Алабама поточната линия на 18 април 2006. Той споделя тази поточна линия с актуалното поколение на Hyundai Sonata. Новото поколение хвърля странни дизайна на стар стил в полза на един по-съвременен вид.
```

2006 – 2007 Hyundai Santa Fe Elite (Австралия)
2006 – 2009 Hyundai Santa Fe (Германия) В Съединените щати, новото поколение се предлага в GLS, ЮИ, и ограничените версии. Новият Santa Fe вижда връщането на механичната скоростна кутия, но само когато е куплиран с 2656 вв (2.656 L; 162.1 Cu в) V6. 3342 куб.см. (3.342 L; 203.9 Cu в) V6 (преработена версия на същия двигател, в Sonata) е стандарт на SE и Limited и идва само с 5-степенна автоматична. Двете 2WD и AWD модели с L 3.3 икономия на гориво от 19 MPG-САЩ (12 л/100 км, 23 МИН-имп) град и 24 MPG-САЩ (9,8 л/100 км; 29 MPG-имп) магистрала, 2.2l дизелов двигател (не се предлага в САЩ) със 186 к.с. (139 кВт) има смесен цикъл на 7.2l и цикъл на град 8.0l. 4WD е Borg-Warner Въртящ момент Мениджмънт устройство, което отклонява мощност към колелата с най-добро сцепление в съответствие с размера на приплъзване. Ако предните колела се върти леко, ще прехвърли 10% от въртящия момент към задния мост. Ако предните колела започнат да се промъкнат много, ще прехвърли 50% от въртящия момент към задния мост. Орган, който постно в завоите, проблем с предишното поколение, е намалена в новата Santa Fe. И двата пътя и шума от вятъра също са намалени.